# Антисанти
Антисанти (фр. Antisanti, корс. Antisanti) — коммуна во Франции, находится в регионе Корсика. Департамент коммуны — Верхняя Корсика. Входит в состав кантона Веццани. Округ коммуны — Бастия.
Код INSEE коммуны — 2B016.

## Население
Население коммуны на 2008 год составляло 386 человек.
| 1962 | 1968 | 1975 | 1982 | 1990 | 1999 | 2008 |
| ---- | ---- | ---- | ---- | ---- | ---- | ---- |
| 293  | 486  | 534  | 661  | 500  | 418  | 386  |

## Экономика
В 2007 году среди 230 человек в трудоспособном возрасте (15—64 лет) 142 были экономически активными, 88 — неактивными (показатель активности — 61,7 %, в 1999 году было 59,9 %). Из 142 активных работали 129 человек (86 мужчин и 43 женщины), безработных было 13 (4 мужчины и 9 женщин). Среди 88 неактивных 20 человек были учениками или студентами, 34 — пенсионерами, 34 были неактивными по другим причинам.

## Фотогалерея

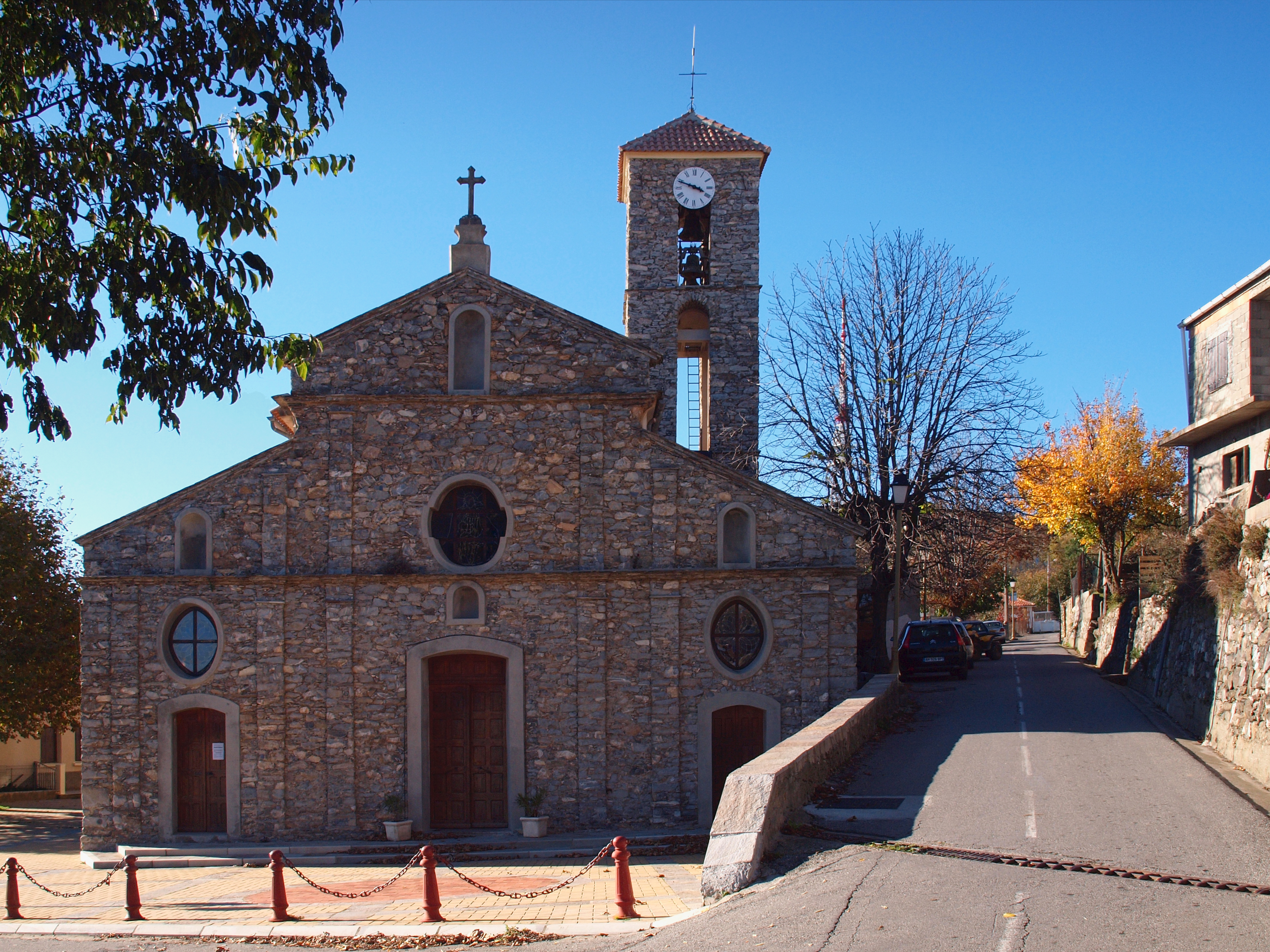
Церковь Saint-Pierre-aux-Liens
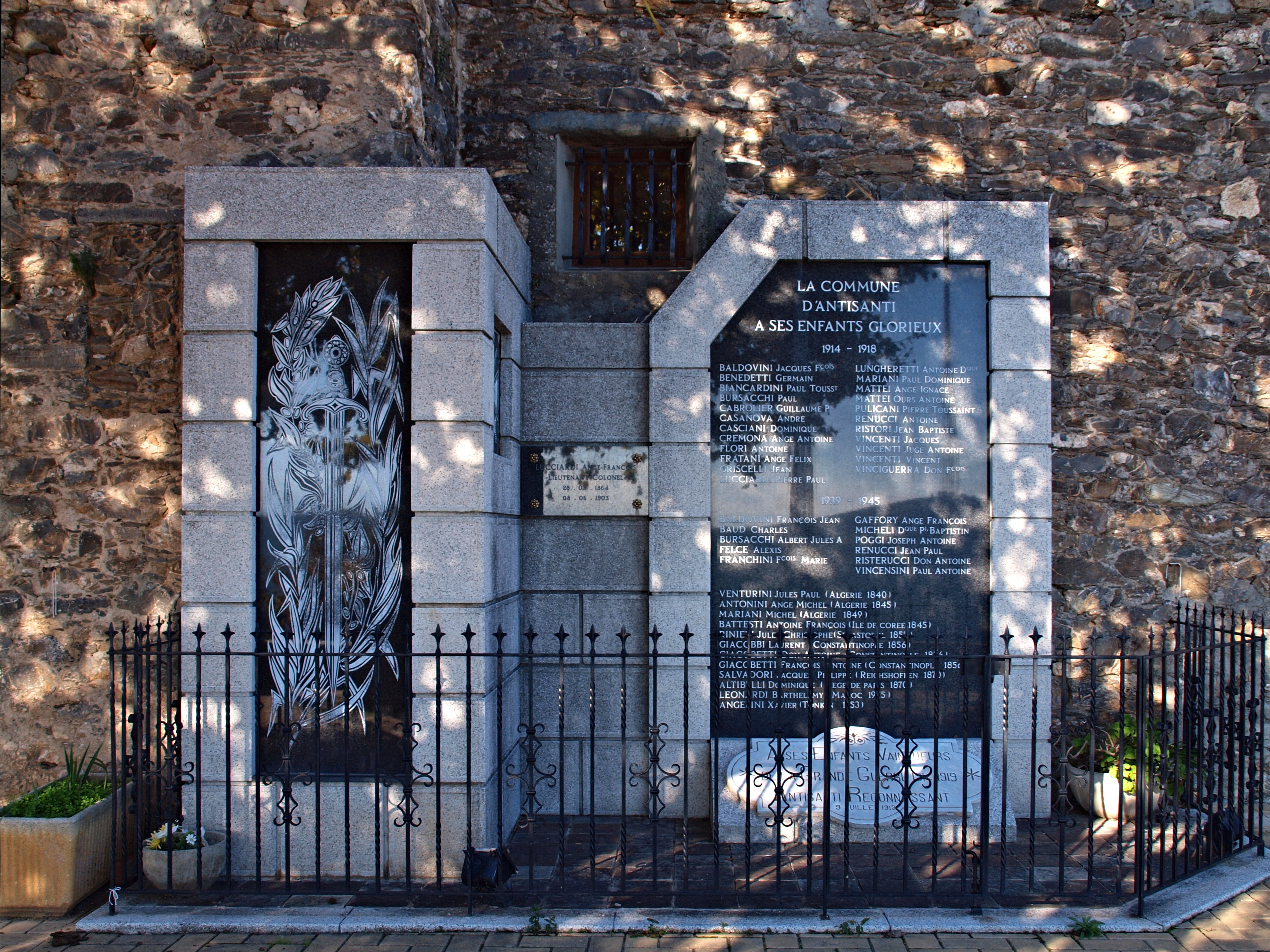
Военный мемориал
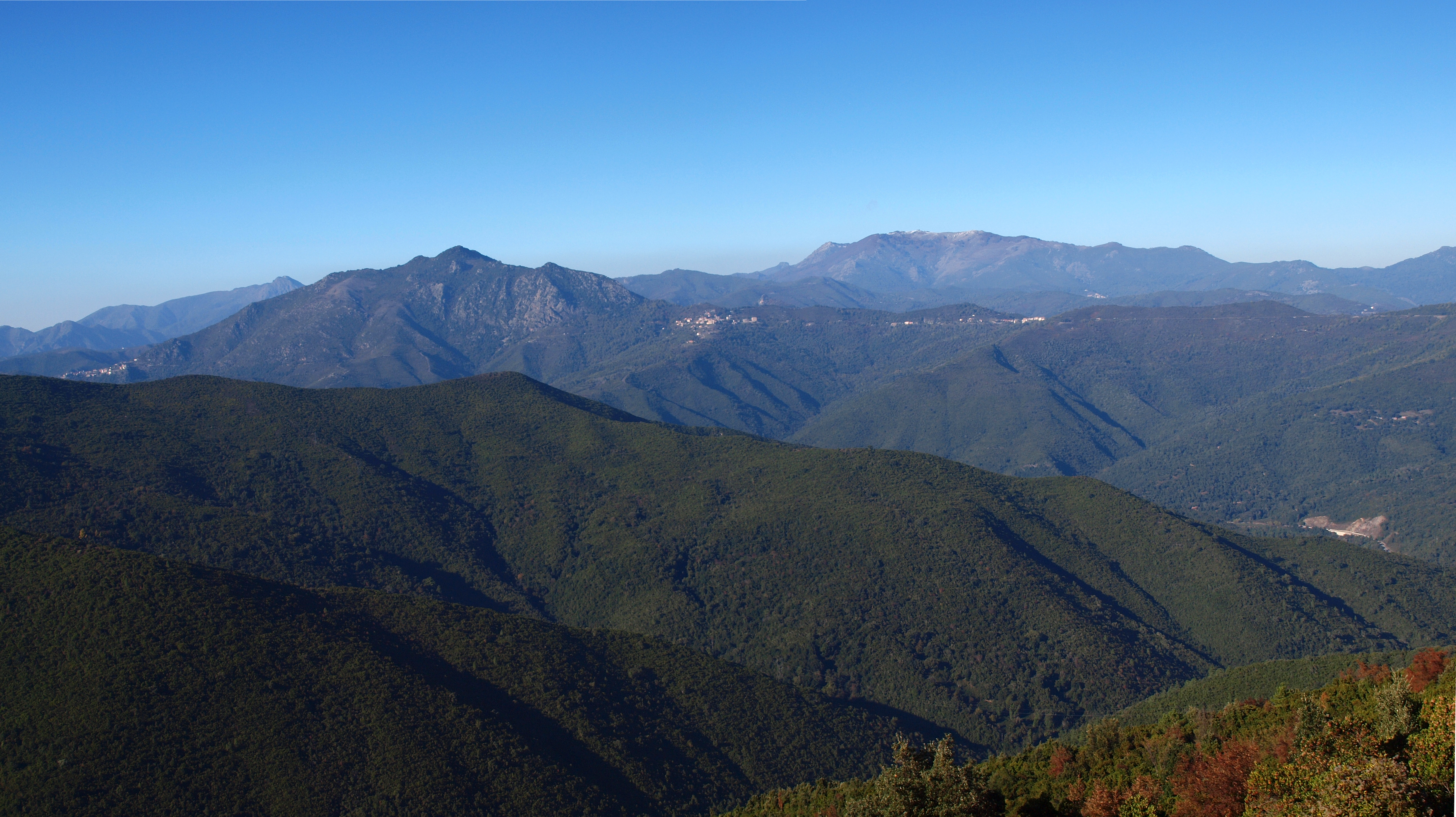
Панорамный вид из Антисанти